# Чатрі

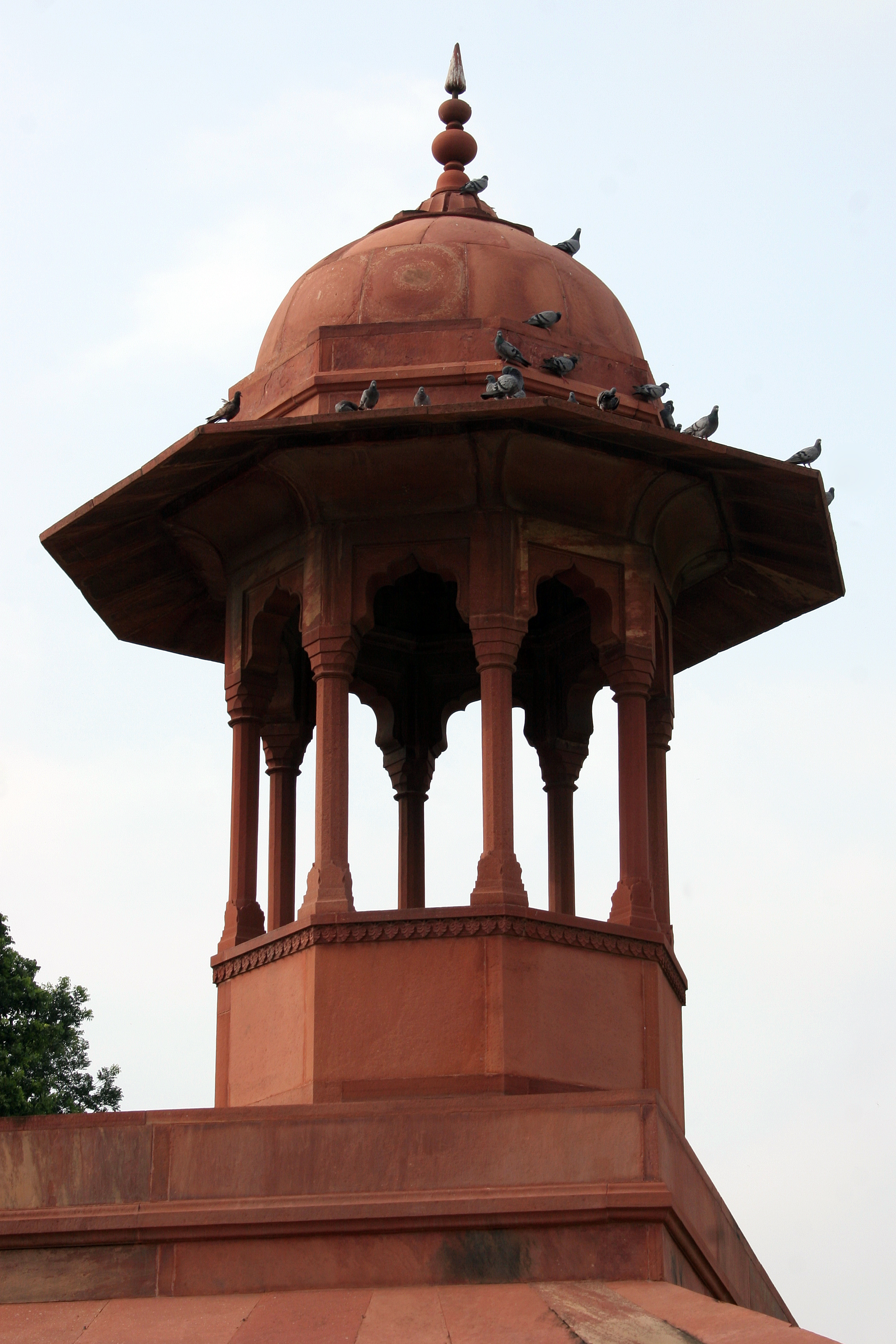
Чатрі на головній брамі Тадж Махалу в Агрі, Уттар-Прадеш (бл. 1650)

Чатрі (від санскр. छतरी छतरी — «парасолька») — характерний декоративний елемент індійської архітектури, особливо індуїстської архітектури Північно-Західної Індії та архітектури Великих Моголів.

## Опис

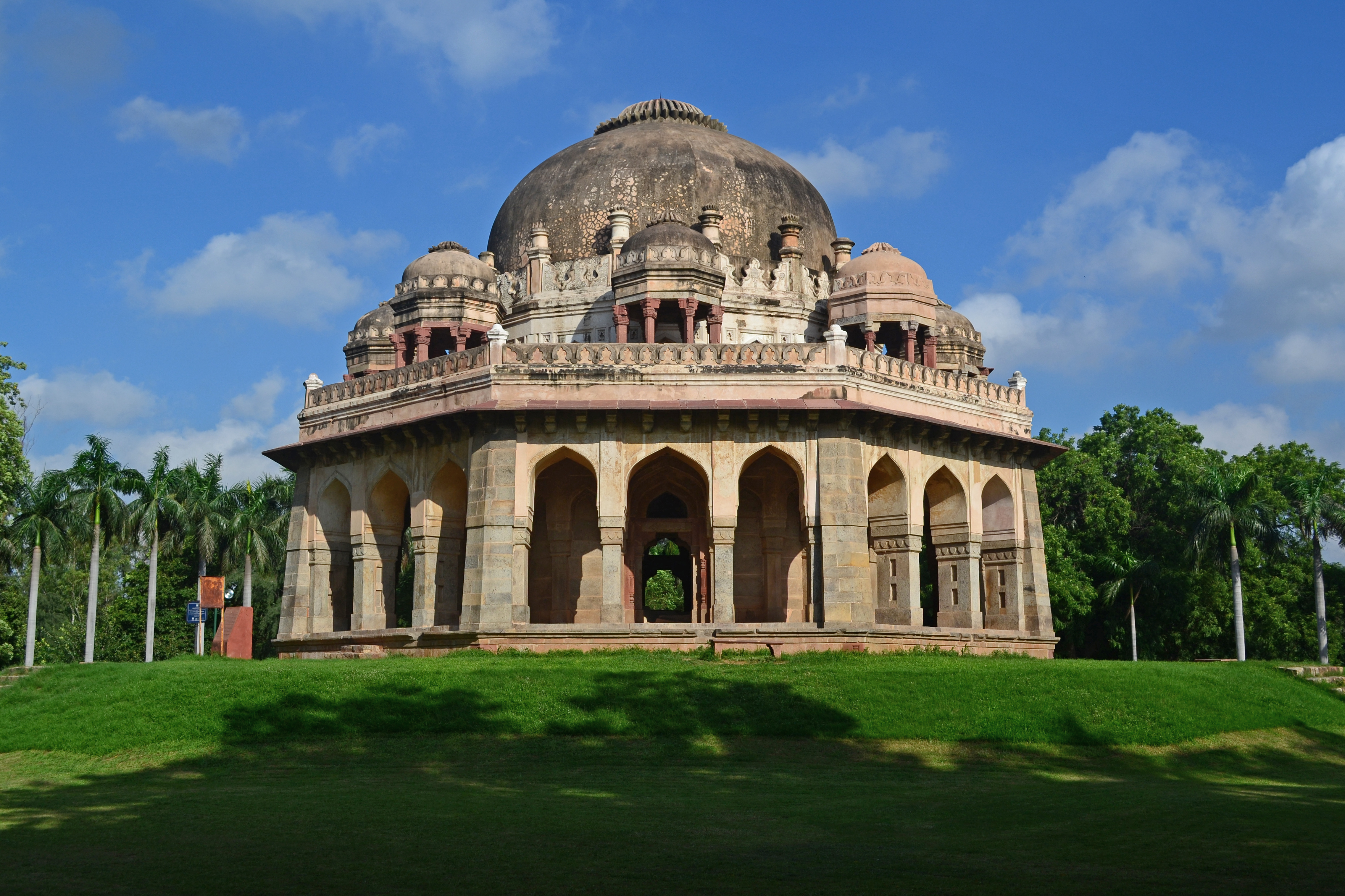
Чатрі на мавзолеї Мухаммеда Шаха IV в Делі — один із перших прикладів використання в Індії (1445).

Чатрі являють собою круглі, квадратні або багатогранні невеликі альтанки з чотирма або більше опорними стовпами під куполом. Чатрі стоять на землі, фундаменті або на даху. У широкому сенсі деякі з кількох куполів мавзолеїв називаються також чатрі.
У Середньовіччя чатрі (в однині або цілими групами) як кенотафи ставилися на місці кремації багатих або видатних індуїстських діячів.

## Поширення
Ісламські правителі Північної Індії зводили ранні чатрі на палацах і гробницях. Потім вони потрапили в храмову і меморіальну архітектуру правителів Раджастхану (пеша назва — Раджпутани). Мавзолеї або меморіальні чатрі зустрічаються переважно в околицях міських центрів (наприклад, Делі, Агра, Гваліор, Орчга, Удайпур, Джайпур, Біканер, Джайсалмер тощо) або у святих місцях (Вріндаван, Варанасі). У сільській місцевості подібні споруди будувалися вкрай рідко. У південній Індії чатрі зустрічаються теж досить рідко і в основному як архітектурний елемент будівель XIX — початку XX століття (наприклад, в палаці Майсур).
Заслуговує на увагу той факт, що чатрі часто доповнює архітектуру мавзолеїв, храмів, палаців, воріт, так званих барабанних будинків Наггаркхана та інших будівель й споруд, але рідко мечеті (виняток — мечеть Фатехпур Сікрі та Агра).

## Історія

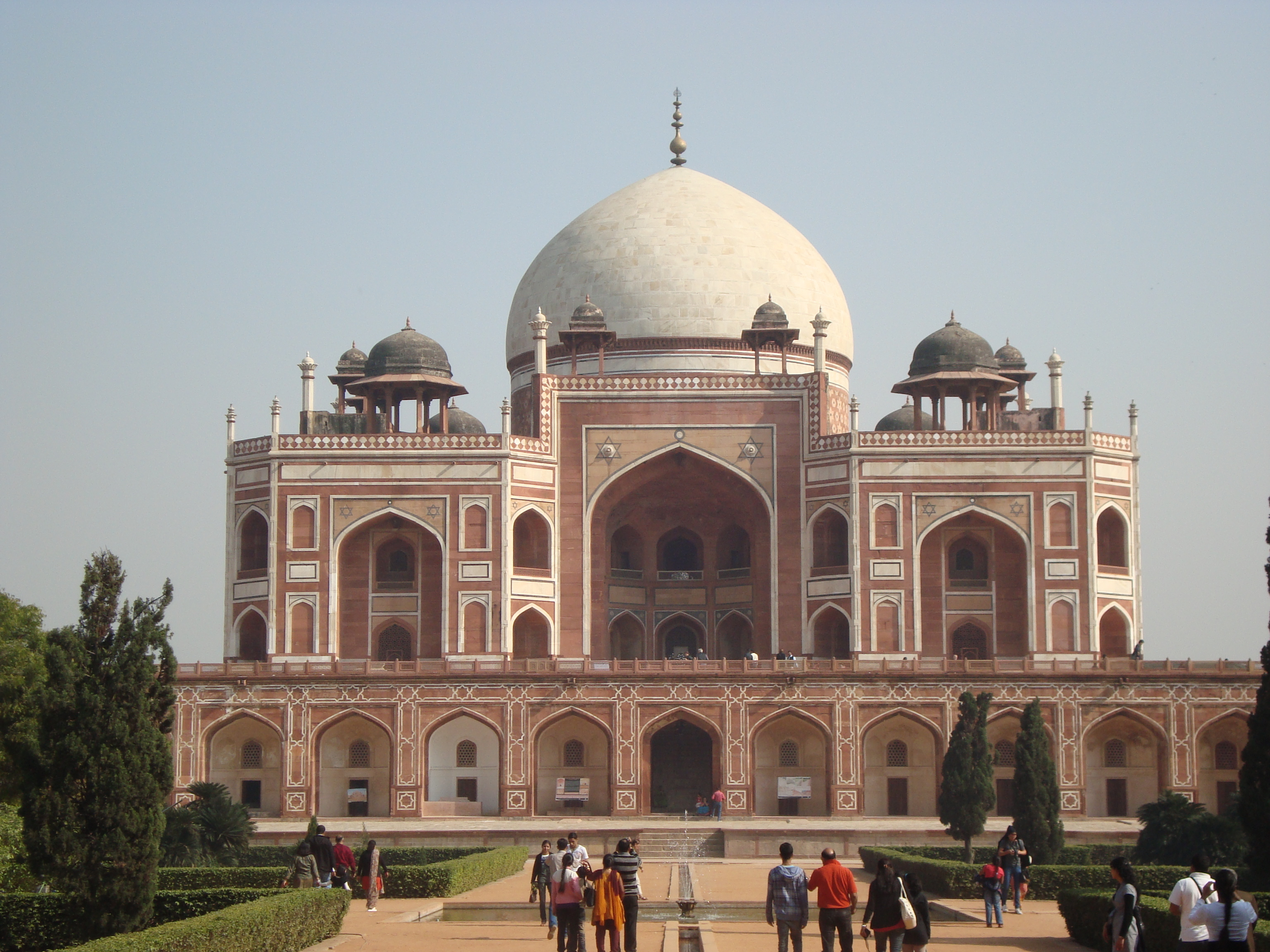
Мавзолей Хумаюна, Делі (1570)

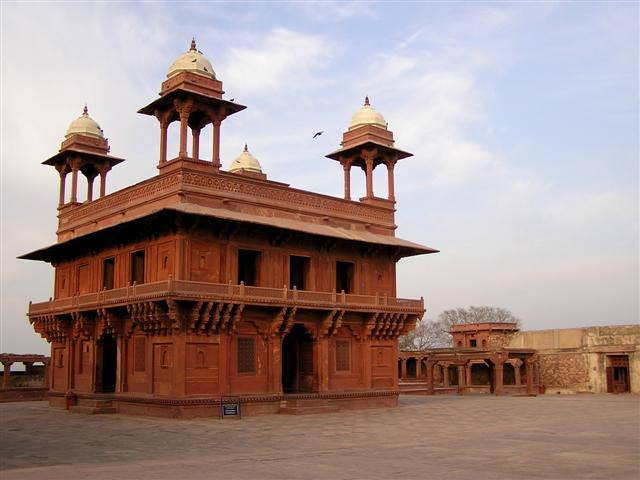
Діван-і-Кхас у Фатехпур-Сікрі, Раджастхан (бл. 1580)

Чатрі етимологічно походить від чаттра (множина — чаттравалі) і позначає куполоподібне склепіння буддійської ступи класичного періоду, або ж розташовані позаду статуї Будди V / VI століття почесні намети (макети виставлені в музеї Сарнат), що мали сакральне церемоніальне значення і, ймовірно, належали до часів добуддистських правителів.
Чатрі не зустрічаються в найдавніших (збережених) індуїстських храмах V—VI століть (наприклад, Храм-Гупта або Талагунда). Пізніше до індуїстської архітектури додалися схожі форми, як от «парасольковий купол» в індійському стилі (наприклад, в Махабаліпурамі або в Канчіпурамі); частково в стилі Чалук'я VII / VIII століть в Бадамі та його околицях. Залишається незрозумілим, як ці споруди вплинули на зведені майже через 400—800 років чатрі в індо-ісламській і раджпутській архітектурах Індії. Ймовірно, вони могли бути навіяні павільйонними вежами 1000—1200 років н. е. з вірменської архітектури, але поодинці, а не в групах; або персько-османським зодчеством.
У ранніх пам'ятках індо-ісламської архітектури чатрі ще не зустрічаються (наприклад, надгробні пам'ятники Гійяс-уд-дін Туглак-шаха I (1325), Фіроз-шаха Туґхлака (1388) в Делі або Хошанг-шаха в Манду (1435)). Ранній приклад — мавзолей шаха Мохаммеда IV 1445 року в Делі. Ще прикладами є гробниця Шер-шаха Сурі (1540) в Сасарамі, Біхар. Починаючи з епохи Моголів, чатрі активно використовуються в могольській архітектурі, мавзолеї Хумаюна в Делі, потім через кілька десятиліть — в різних будівлях у Фатехпур-Сікрі, мавзолеї Ітімад-Уд-Даула і Тадж Махалі в Агрі, в мавзолеї Бібі-Ка-Макбара в Аурангабаді.
Від представницької архітектури Моголів чатрі в XVII столітті переходить в палацову архітектуру правителів раджпутів і меморіальні комплекси, звані в цілому «чатрі». Деякі з цих чатрі мають бенгальський дах, що виглядає відповідно.
У період британського колоніалізму чатрі були складовим елементом індо-сарацинського стилю (наприклад, Меморіал Вікторії в Колкаті, Брама до Індії в Мумбаї, Урядовий музей в Ченнаї).

## Зразки
- Фатехпур-Сікрі (Уттар Прадеш) (XVI століття): на даху залу прийомів (Діван-і-Кхас) в кожному кутку стоїть по одному квадратному чатрі. Мечеть (Джама Масджид): її пештак і стрілчастий дах вінчає чатрі.
- Джайпур (Раджастхан): кенотаф Моос-Махарані-кі-чатрі присвячений цариці Джайпуру.
- Джодхпур (Раджастхан): Ясвант Тада (1899) — біломармуровий мавзолей на честь Махараджі Ясванта Сінгха II.
- Регіон Шекхаваті (Раджастхан): серед найбільш відомих прикладів — красиві чатрі Рамдутт-Гоєнка (1888) в Дундлоді, а також чатрі в Бісау, Парсурампурі, Кірорі, Джхунджхуну, Рамгарху, Мукунгарху, Чуру, Махатсарі й в Удаіпурваті.
- Індаур (Мадх'я-Прадеш): Крішнапура чатрі; Боліа Саркарс чатрі (1858).
- Шивпурі (Мадх'я-Прадеш): «Царський чатрі», кенотафи династії Скіндії. Мармуровий мавзолей Мадх'я-Рао-Сціндіа з чудовою різьбою.

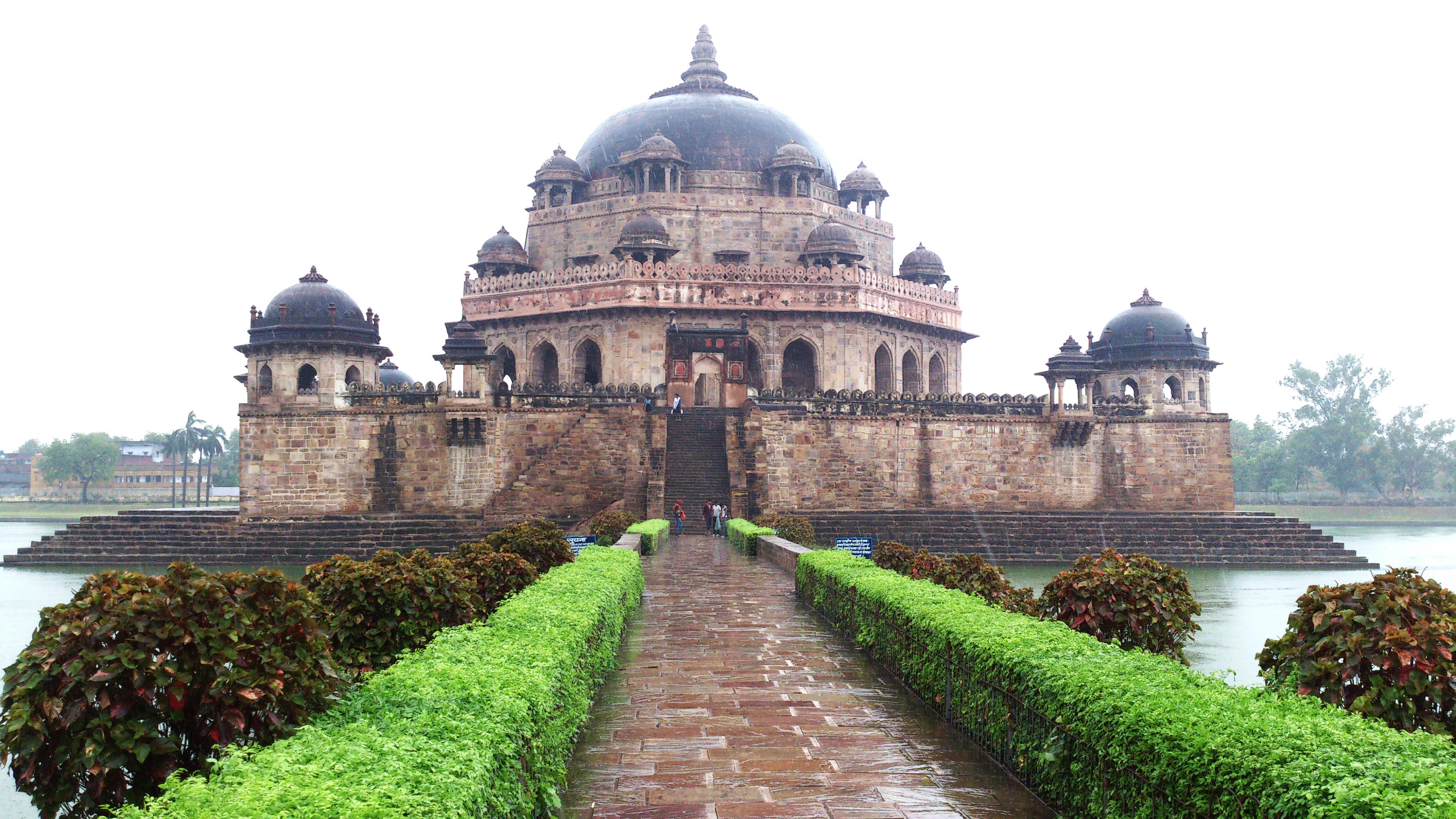
Мавзолей Шер-шаха в Біхарі (близько 1540)
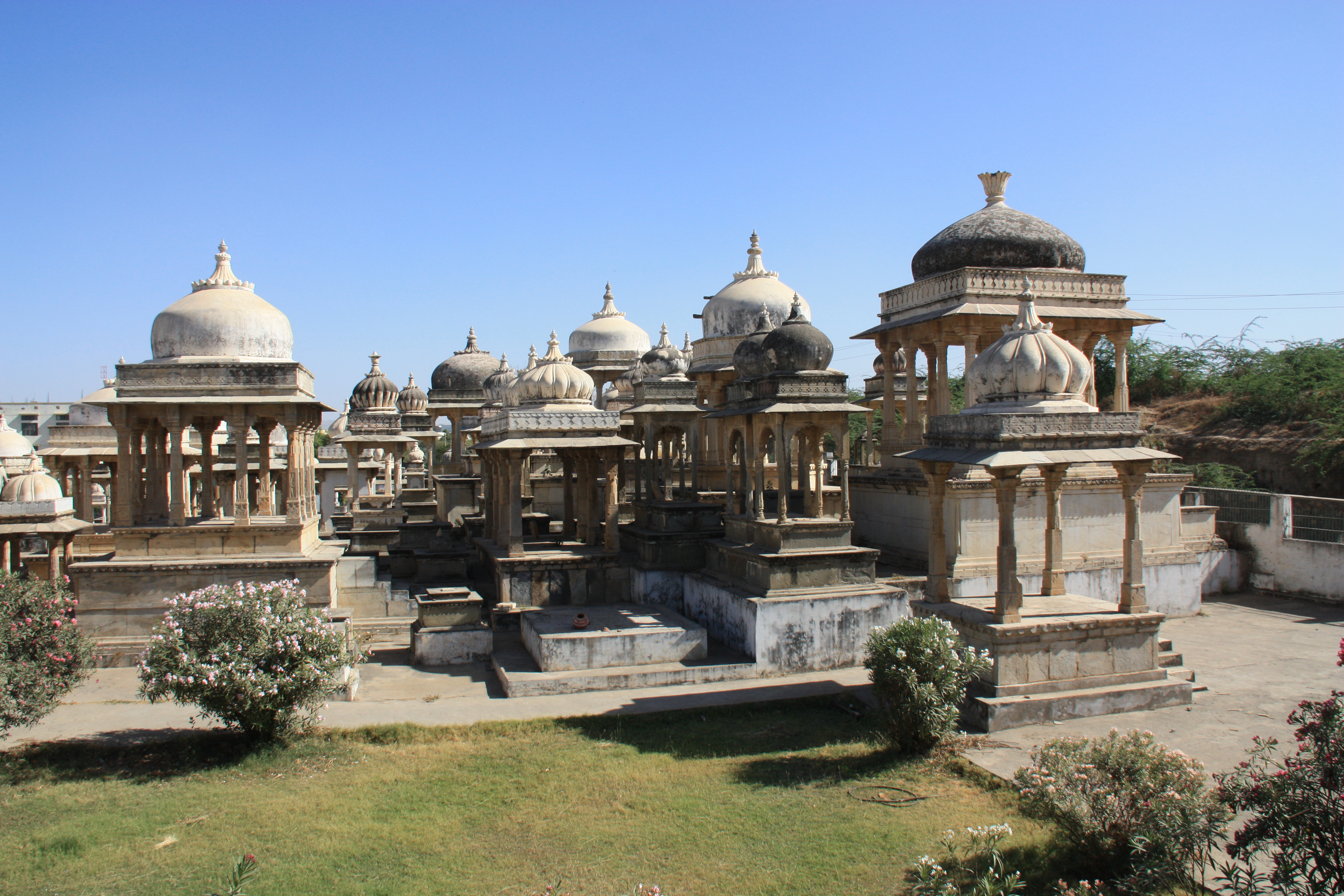
Чатрі у вигляді кенотафів у Махаранасі, Удайпур, Раджастхан (XVII - XX століття)
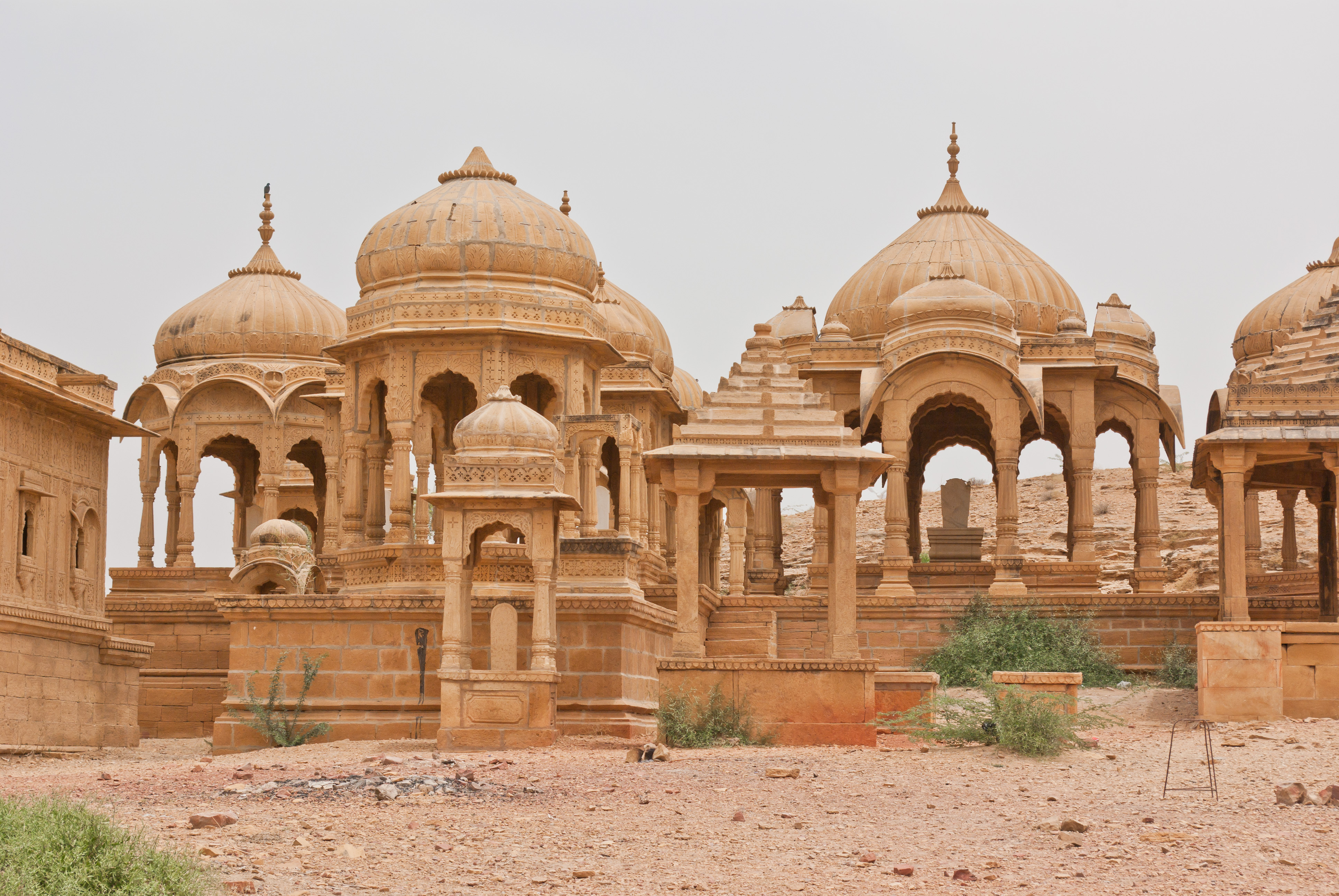
Чатрі як кенотафи в Джайсалмері, Раджастхан (XVII - XX століття)
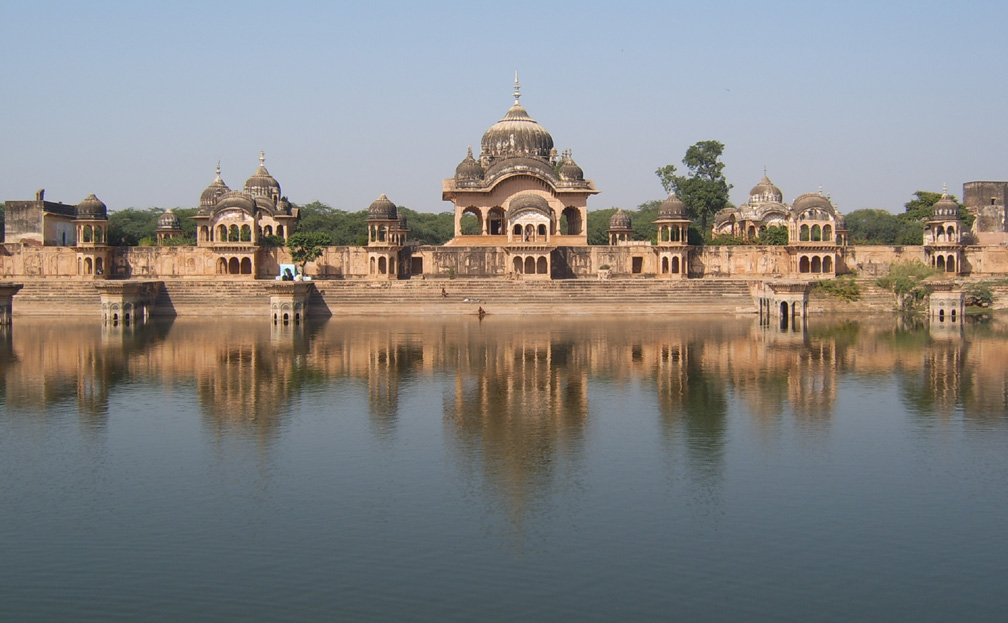
Чатрі у Матхура, Уттар-Прадеш (XVIII - XIX століття)
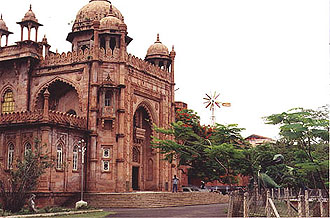
Чатрі на Урядовому музеї (XIX століття), Ченнаи, Тамилнад
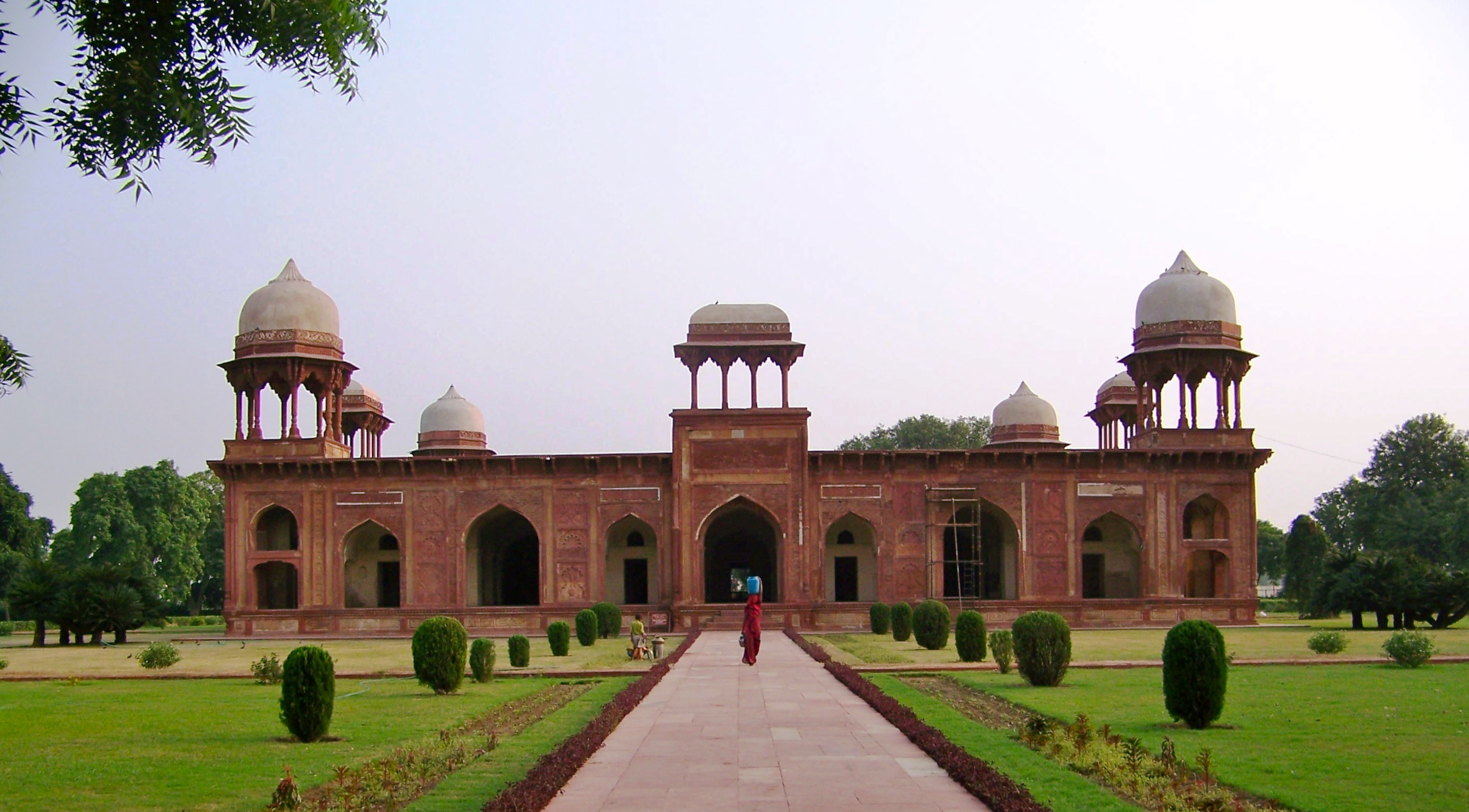
Гробниця Маріам, Сікандра, Агра

## Спеціальні форми
Чапаркат — довгаста форма чатрі, яка зустрічається досить рідко. Купол розміщений на чотирьох або восьми опорах. Найчастіше доповнює портал мечеті або, як в гробниці Акбара Великого і його дружини Маріам, — у центрі всіх чотирьох сторін.
Невелика баштоподібна покрівля, яка нагадує бутон лотоса, називається гулдаста.